# Instituto Federal da Paraíba

Cidades com unidades

O Instituto Federal de Educação, Ciência e Tecnologia da Paraíba é uma instituição federal brasileira, vinculada ao Ministério da Educação, com a oferta de cursos da educação básica, profissional e superior, além de pós lato sensu. Foi criado mediante integração do Centro Federal de Educação Tecnológica da Paraíba (CEFET-PB) e da Escola Agrotécnica Federal de Sousa. Sua Reitoria está instalada na cidade de João Pessoa.

## Unidades[5][6]
- Campus Sousa
- Campus Soledade
- Campus Cabedelo
- Campus Cabedelo Centro
- Campus Areia
- Campus Pedras de Fogo
- Campus João Pessoa
- Campus Monteiro
- Campus Catolé do Rocha
- Campus Cajazeiras
- Campus Campina Grande
- Campus Guarabira
- Campus Itabaiana
- Campus Itaporanga
- Campus Esperança
- Campus Patos (IFPB Campus Patos)
- Campus Picuí
- Campus Soledade
- Campus Santa Rita
- Campus Princesa Isabel
- Campus Sousa
- Campus Santa Luzia

## Cursos
O IFPB oferece cursos técnicos e superiores. Ao todo são 65 cursos superiores e 114 cursos técnicos divididos entre os 21 campi da instituição.
No ensino superior, o IFPB disponibiliza cursos de bacharelado, licenciatura e de tecnologia. O ingresso nos cursos superiores se dá através do Enem.
O ensino técnico no IFPB é desenvolvido de três formas: integrada, concomitante e subsequente ao ensino médio. O ingresso nos cursos técnicos se dá pelo Processo Seletivo dos Cursos Técnicos (PSCT) onde é usado o método de analise do histórico escolar.